# Rita Lorén
Iluminada Rita Lorén Gómez (Retascón, 1922 - Valencia, 2008) fue una filóloga española, y publicó uno de los primeros diccionarios lexicográficos de lengua aragonesa y de carácter científico especializada en temas del mundo rural, agricultura y veterinaria.

## Trayectoria
Nació en 1922 en Retascón, en Zaragoza, en una familia numerosa. Asistió a la escuela de su municipio hasta que se mudó a estudiar a Zaragoza, al Colegio de la Sagrada Familia donde cursó Bachillerato. En 1941, ingresó en la Universidad de Zaragoza, donde cursó Magisterio primero y después Filosofía y Letras. Aunque quiso continuar con el doctorado, con una tesis doctoral sobre la documentación de la Casa de Ganaderos de Zaragoza, la desanimó la persona que iba a ser su director de tesis por el hecho de ser mujer.
El 20 de octubre de 1951, Lorén contrajo matrimonio con José de Jaime Gómez (1921–2014), profesor de Ciencias Naturales y Zootecnia, en la iglesia de San Gil Abad de Zaragoza. Durante doce años compatibilizó su vida familiar con vida profesional como profesora de Lengua y Literatura Española. Chabier de Jaime, su hijo menor, que asistió a sus clases, recuerda que fue la época en la que vio a su madre en plenitud profesional como filóloga y como docente. En colaboración con su marido, elaboró desde 1950 hasta 1952 uno de los primeros vocabularios especializados junto con el estudio lingüístico titulado Contribución al estudio de la filología agrícola y pecuaria aragonesa, sobre el léxico agrícola y ganadero aragonés. Esta obra es considerada la primera muestra, dentro de la Filología Aragonesa, de repertorio léxico especializado en una determinada materia científica.
En 1979, su familia se trasladó a Valencia y Lorén abandonó la docencia al no conseguir plaza como profesora. Antepuso la proyección profesional e investigadora de su marido y de sus hijos a la suya propia. Sus hijos también realizaron trabajos de recopilación y cultivo literario del aragonés. Chesús (fallecido en 1985) fue miembro del Consello d’a Fabla Aragonesa y el primer escritor teruelano en aragonés; José María fue el primer presidente del Centro de Estudios del Jiloca y ha presentado comunicaciones en aragonés en congresos científicos, y Chabier fue uno de los promotores d’a Colla de Fablans d’o Sur y director de su revista Ruxiada.
Como consecuencia de una hemiplejia, Lorén se apartó de la vida activa. Falleció en Valencia en 2008.

## Obra
Destacan sus estudios no filológicos, como la serie de trabajos sobre la Historiografía bibliográfica de la Colmenería Española, publicados en la revista Apicultura (R. y J., ), o el Catálogo de la Exposición de Bibliografía Apícola (R. y J., 1961), elaborado para el XVIII Congreso Internacional de Apicultura, celebrado en Madrid.
Publican de nuevo en 1952, bajo el mismo título, "Contribución al estudio de la Filología agrícola y pecuaria aragonesa", como separata del Boletín de Ciencia Veterinaria, con prólogo de Cesáreo Sanz Egaña, quien consideraba dicho estudio de tanto interés, tan concluyente, como las memorias que sobre temas de la misma especialidad he leído en la Revista de Dialectología que dirige el profesor García de Diego (R. y J., 1952: 1).
"Prólogo del trabajo "Contribución al estudio de la Filología agrícola y pecuaria aragonesa", de José Jaime Gómez y Rita Lorén de Jaime", de Cesáreo Sanz Egaña. Ciencia Veterinaria Boletín, nº 359, 10 de abril de 1952, pp. 111-126.